# Ryszard Klachacz
Ryszard Klachacz (ur. 11 grudnia 1914 w Tychach zm. 18 października 2011 tamże) – funkcjonariusz Policji Państwowej, który uciekł z sowieckiego "transportu śmierci".
Absolwent Szkoły Policyjnej w Katowicach przy ulicy Poniatowskiego 15, starszy posterunkowy komisariatu w Hajdukach Wielkich (Chorzów-Batory).
1 września 1939, po odebraniu meldunku o wybuchu II wojny światowej, ruszył na Wschód. Wraz z kilkoma policjantami przeprawił około 150 ludzi przez rzekę San. Jeden z nielicznych policjantów, któremu udało się uciec z transportu śmierci do Ostaszkowa.
30 września 2007 w Częstochowie na Jasnej Górze, miała miejsce uroczystość Stowarzyszenia "Rodzina Policyjna 1939", na której bp Marian Duś poświęcił sztandar, którego ojcem chrzestnym został Ryszard Klachacz, ostatni żyjący funkcjonariusz Śląskiej Policji Państwowej II RP. Honorowy Patronat objęli m.in. Prezydent RP Lech Kaczyński i prymas Polski kard. Józef Glemp.
18 października 2011 zmarł w domu na zapalenie płuc, a cztery dni później został pochowany z honorami wojskowymi, przy udziale Kompanii Reprezentacyjnej Policji, na cmentarzu parafialnym przy kościele św. Marii Magdaleny w Tychach.